# المفاعلات النووية الجيل الثالث

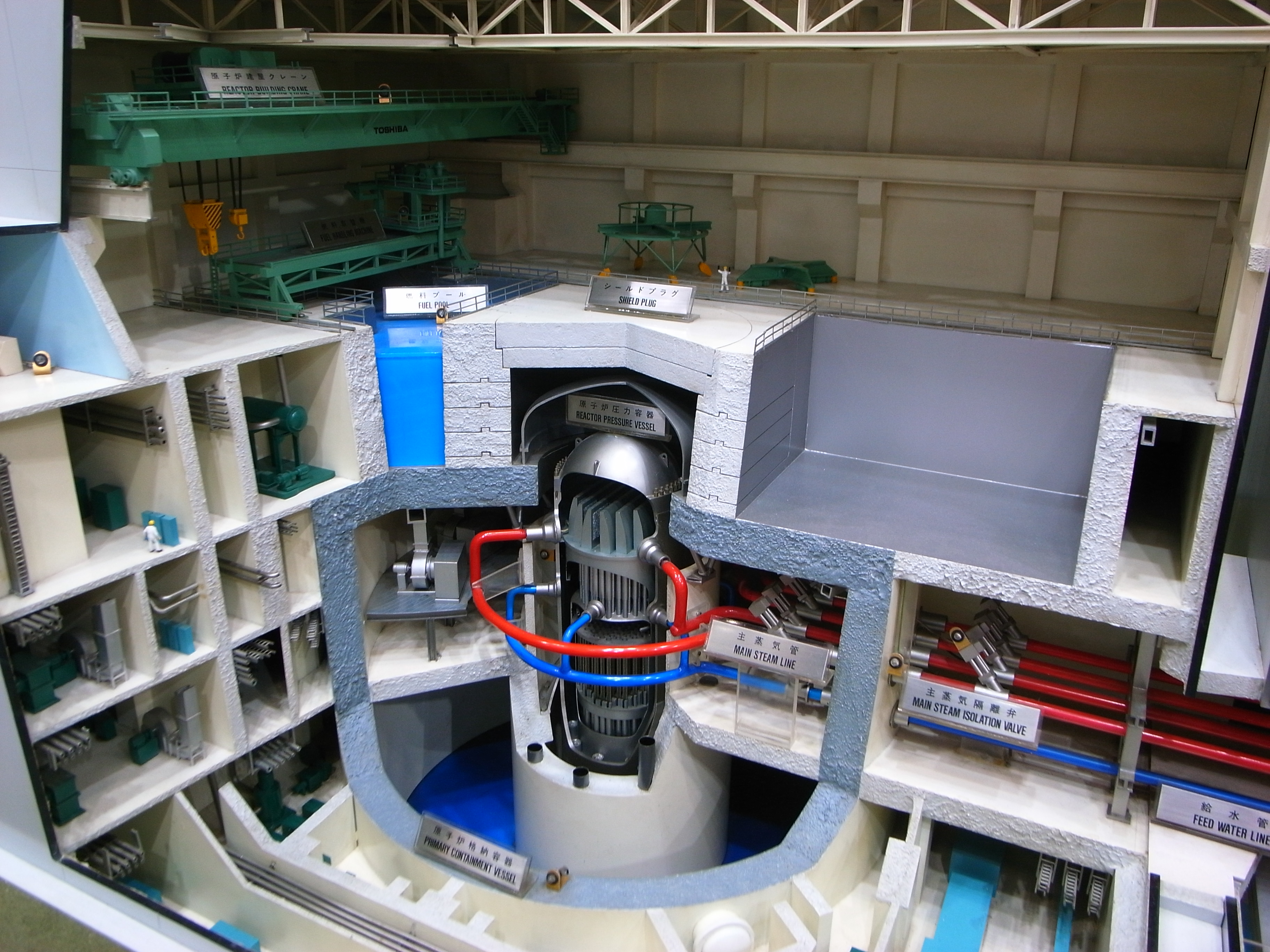
نموذج توشيبا مفاعل الماء المغلي المتقدم والذي أصبح أول مفاعل تشغيلي من الجيل الثالث عام 1996

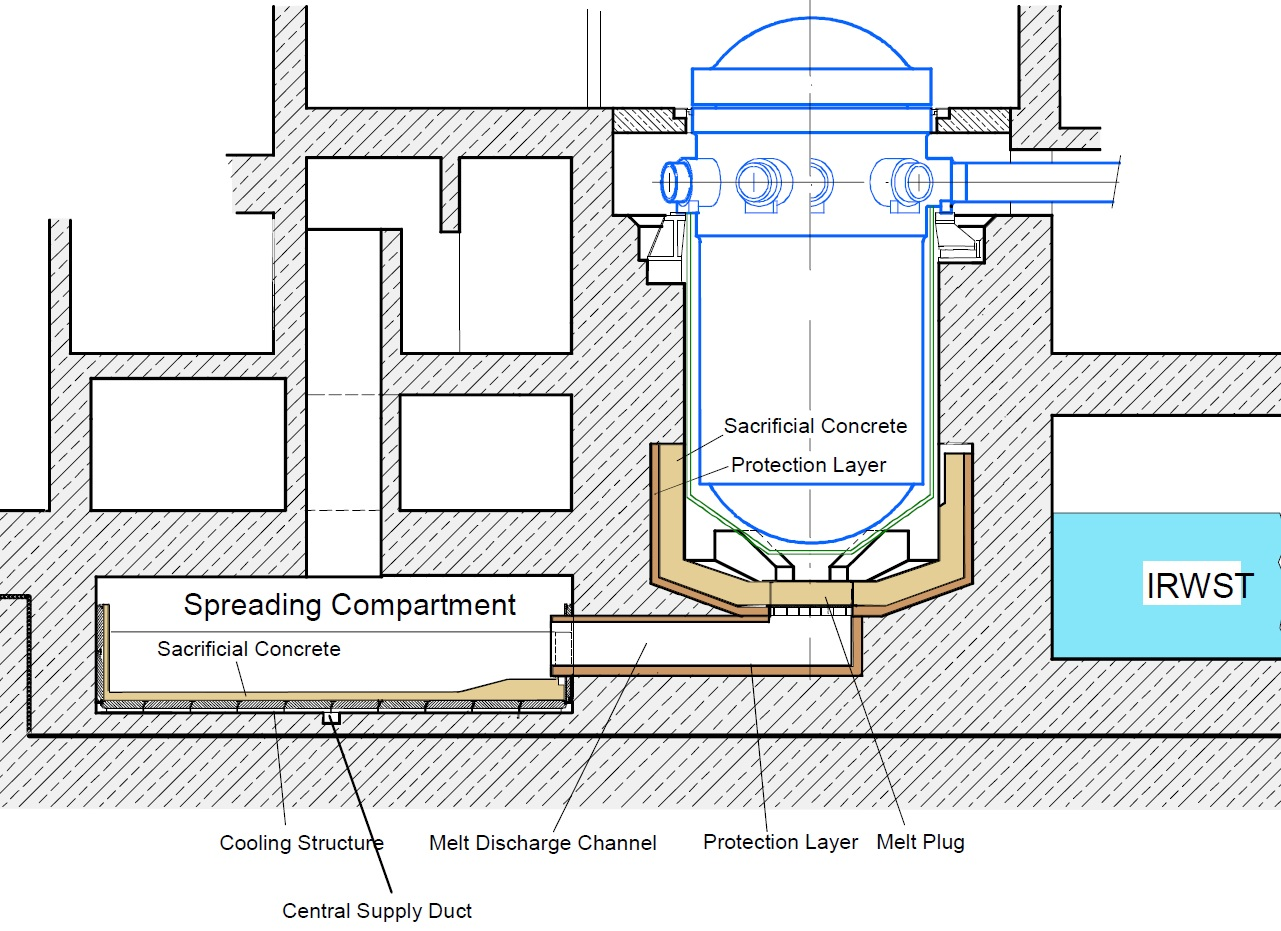
نموذج المفاعلات النووية من الجيل الثالث

المفاعلات النووية الجيل الثالث هو تطوير لتصميم المفاعلات النووية الجيل الثاني الذي يشتمل على تحسينات متطورة في التصميم والذي تم تطويره خلال عمر تصاميم مفاعل الجيل الثاني.

## نبذة
تم تطوير المفاعلات النووية الجيل الثالث حيث تم إضافة الكثير من التحسينات المتطورة في التصميم وتشمل:
- تقنية الوقود المحسنة
- الكفاءة الحرارية الفائقة
- أنظمة السلامة المحسنة بشكل كبير
- الأمان النووي السلبي
- التصميمات الموحدة لتقليل تكاليف الصيانة والتكاليف الرأسمالية.[3]

## البدايات
كان أول مفاعل من الجيل الثالث بدأ التشغيل هو كاشيوازاكي 6 بواسطة مفاعل الماء المغلي المتقدم في عام 1996.

## آلية العمل
نظرا للفترة الطويلة من الركود في بناء مفاعلات جديدة تم بناء عدد قليل نسبيا من مفاعلات الجيل الثالث الا انه مع تصميمات الجيل الرابع وهي قيد التطوير اعتبارا من عام 2017 والمتوقع بدء التشغيل التجاري حتى 2020-2030 تم توقف الكثير من مفاعلات الجيل الثالث.